# Ozarba legrandi
Ozarba legrandi är en fjärilsart som beskrevs av Emilio Berio 1959. Ozarba legrandi ingår i släktet Ozarba och familjen nattflyn. Inga underarter finns listade i Catalogue of Life.